# صموئيل إتش غروبر
صموئيل إتش غروبر (بالإنجليزية: Samuel H. Gruber)‏ هو عالم أحياء أمريكي، ولد في 14 مايو 1938، وتوفي في 18 أبريل 2019.